# Список керівників держав 55 року до нашої ери

## Європа
- Атребати — Коммій, вождь (57 до н. е. — 20 до н. е.)
- Боспорське царство — Фарнак ІІ, цар (63 до н. е. — 47 до н. е.)
- Дакія — Буребіста, цар (82 до н. е. — 44 до н. е.)
- Ірландія — Конайре Великий, верховний король (110 до н. е. — 40 до н. е.)
- Одриське царство — ** Котіс IV, цар астів (57 до н. е. — 48 до н. е.)
  - Котіс І, цар сапеїв (57 до н. е.; 55 до н. е. — 48 до н. е.)

- Римська республіка — ** Гней Помпей Великий, консул (55 до н. е.)
  - Марк Ліциній Красс, консул (55 до н. е.)

## Азія
- Анурадхапура[en] — Чора Нага, цар (62 до н. е. — 50 до н. е.)
- Велика Вірменія — ** Тигран ІІ Великий, цар (95 до н. е. — 55 до н. е.)
  - Артавазд II, цар (55 до н. е. — 34 до н. е.)

- Мала Вірменія — Дейотар, цар (63 до н. е. — 47 до н. е.; 44 до н. е. — 42 до н. е.)
- Атропатена — Артавазд І, цар (56 до н. е. — 30 до н. е.)
- Іберія — Фарнаваз ІІ, цар (63 до н. е. — 30 до н. е.)
- Індо-грецьке царство — ** Діонісій I, цар (у східному Пенджабі) (65 до н. е. — 55 до н. е.)
  - Гиппострат I, цар (у західному Педжабі) (65 до н. е. — 55 до н. е.)
  - Зоїл II, цар (55 до н. е. — 35 до н. е.)

- Індо-скіфське царство — ** Аз I, цар (57 до н. е. — 35 до н. е.)
  - Азіліс, цар (57 до н. е. — 35 до н. е.)

- Юдея — Йоханан Гіркан ІІ, цар (63 до н. е. — 40 до н. е.)
- Каппадокія — Аріобарзан II Філопатор, цар (63 до н. е.; 62 до н. е. — 51 до н. е.)
- Китай (династія Хань) — Лю Бін'і, імператор (74 до н. е. — 49 до н е.)
- Коммагена — Антіох І, цар (70 до н. е.; 69 до н. е. — 40 до н. е.)
- Махан — Вон, вождь (58 до н. е. — 33 до н. е.) [прояснити]
- Сілла — Хьоккосе, іскагим (57 до н. е. — 4)
- Пуйо (Тонбує) — Хебуру, ван (86 до н. е. — 48 до н. е.)
- Маґадга (династія Кадва) Бгумімітра, цар (66 до н. е. — 52 до н. е.)
- Набатейське царство — Маліку І, цар (60 до н. е.; 59 до н. е. — 30 до н. е.)
- Осроена — Абгар II, цар (68 до н. е. — 53 до н. е.)
- Парфія — ** Мітрідат III, цар (57 до н. е. — 54 до н. е.)
  - Ород II, цар (57 до н. е. — 37 до н. е.)

- Понт — Фарнак II, цар (63 до н. е. — 47 до н. е.)
- Царство Сатаваханів — Апілака, махараджа (60 до н. е. — 48 до н. е.)
- Харакена — Тірей II[ru], цар (79 до н. е.; 78 до н. е. — 49 до н. е.; 48 до н. е.)
- Хунну — Хуханьє, шаньюй (58 до н. е. — 31 до н. е.)
- Еліміаїда[en] — Камнаскир V, цар (73 до н. е.; 72 до н. е. — 46 до н. е.)
- Японія — Судзін, імператор (97 до н. е. — 29 до н. е.)

## Африка
- Єгипет — ** Птолемей XII, цар (80 до н. е. — 58 до н. е.; 55 до н. е. — 51 до н. е.)
  - Береніка IV, цариця (58 до н. е. — 55 до н. е.)

- Мавретанія — Мастанесоса, цар (80 до н. е. — 49 до н. е.)
- Куш — Аманіхабле, цар (60 до н. е. — 45 до н. е.)
- Нумідія — Юба І, цар (60 до н. е. — 46 до н. е.)